# Eremobates elongatus
Espèce
Synonymes
- Gluvia elongata C. L. Koch, 1842

Eremobates elongatus est une espèce de solifuges de la famille des Eremobatidae.

## Distribution
Cette espèce est endémique du Mexique.

## Description
Le mâle décrit par Roewer en 1934 mesure 11,5 mm.

## Publication originale
- C. L. Koch, 1842 : Systematische Übersicht über die Familie der Galeoden. Archiv fèur Naturgeschichte, vol. 1, p. 350-356 (texte intégral).